# Ханука
Ханука (хебр.  — „освећење”, Ḥănukā или Chanukah) јеврејски је празник који обиљежава опоравак Јерусалима и накнадно поновно посвећење Другог храма на почетку Макабејског устанка против Селеукидског царства у 2. вијеку прије нове ере.
Обиљежава се осам ноћи и дана, почевши од 25. дана кислева по хебрејском календару, који пада у периоду од краја новембра до краја децембра по грегоријанском календару. Слави се паљењем свијећа канделабра са девет грана, који се обично назива менора или ханукија. Једна грана се обично поставља изнад или испод других и њена свијећа се користи за паљење осталих осам. Та јединствена свијећа се зове шамаш (שמש‎, „послужитељ“). Сваке вечери шамаш пали још једну свијећу док се свих осам свијећа не упали заједно последње вечери фестивала.
Друге свечаности за Хануку укључују пјевање пјесама, играње игре дрејдел и једење млијечне хране и хране на бази уља, као што су суфганијот крофне и врсте палачинки латкес. Од 1970-их, свјетски хасидски покрет Хабад је покренуо јавно паљење меноре на отвореним јавним мјестима у многим земљама.
Првобитно установљен као празник „на начин Сукота“, нису успостављене одговарајуће обавезе, што га чини релативно малим празником у строго вјерском смислу, али је достигао велики културни значај у Сјеверној Америци и другдје, посебно међу секуларним Јеврејима, због тога што се често дешава отприлике у исто вријеме када и Божић током празничне сезоне.

## Етимологија
Назив „Ханука“ потиче од хебрејског глагола „חנך“, што значи „посветити“, јер су на тај дан макабејски Јевреји повратили контролу над Јерусалимом и поново посветили Храм.
Обично се пише חֲנוּכָּה, изговара се Ханука на модерном хебрејском, Ханука или Ханика на јидишу, док је транслитерација романизована као Чанука (Chanukah, Chanuka, Chanukkah) или Ханука
За име су дата бројна омилитска објашњења, од којих је једно да се име може подијелити на חנו כ״ה, „[они] су почивали [на] двадесет петог“, позивајући се на чињеницу да су Јевреји престали да се боре 25. дана кислева, дана када почиње празник. Друго је да је חנוכה (Ханука) хебрејски акроним за ח נרות והלכה כבית הלל – „Осам свијећа, а халаха је према кући Хилел“, што је референца на неслагање између двије рабинске школе мишљења, куће Хилел и куће Шамај, о правилном редосљеду у којем се пали пламен Хануке. Према учењу куће Шамај прве ноћи би требало запалити осам свијећа, друге ноћи седам и тако даље до последње ноћи када треба да се запали једна, јер се сматра да је чудо било највеће првог дана, док се кућа Хилел залаже за то да се првог дана упали једна свијећа, другог дана двије и тако даље до последњег дана када треба да се упали свих осам свијећа, јер сматрају да је чудо расло у величини сваког дана. Јеврејски закон је усвојио гледиште школе Хилел.
Псалм 30 се зове שיר חנכת הבית, „пјесма Ḥănukkāt HaBayit“ или пјесма о „Посвећењу куће”, и традиционално се рецитује на Хануку.

### Алтернативни правописи
На хебрејском, ријеч Ханука је написана חֲנֻכָּה или חֲנוּכָּה (Ḥănukā). Најчешће се транслитерује на енглески као Hanukkah или Chanukah. Ријеч Hanukkah, која се заснива на коришћењу знакова енглеског алфабета као симбола за поновно креирање исправног правописа ријечи на хебрејском, је најчешћи и пожељнији избор провајдера Merriam-Webster, Енглеског рјечника Колинс, Оксфордског стилског приручника, као и стилских водича часописа The New York Times и The Guardian. Звук који представља Ch, сличан је шкотском изговору ријечи Loch, док се слово ḥeth (ח), које је осмо слово у хебрејском правопису, изговара другачије у савременом хебрејском (безвучни језички фрикатив) од класичног (безгласни фарингеални фрикатив ). Његов изворни звук је ближи енглеском H него шкотском Ch и назив Hanukkah тачније представља правопис у хебрејском алфабету. Сугласник kaf је геминиран у класичном (али не и модерном) хебрејском, а прилагођавање класичног хебрејског изговора са геминатом и фарингеалним ḥeth доводи до тога да је правилно Hanukkah, док прилагођавање модерног хебрејског изговора без геминације и увуларног ḥeth доводи до назива Chanukah.

### Фестивал свјетлости
На савременом хебрејском, Ханука се такође назива и Празником свјетлости (חַג הַאוּרִים, Ḥag HaUrim), на основу коментара Јосифа Флавија у Јеврејским старинама, гдје је написано: „И од тада славимо овај празник, и зовемо га Свјетлост.“ У првом хебрејском преводу дјела из 1864. назван је „Фестивал лампи“ (חַג הַמְּאֹרוֹת), али је до краја 19. вијека почео да се преводи као „Фестивал свјетлости“ (חַג הַאוּרִים).

## Историјски извори

### Књиге о Макабејцима
Прича о Хануки је испричана у Првој и Другој књизи о Макабејцима, које детаљно описују поновно посвећење Јерусалимског храма и паљење меноре. Те књиге нису дио канонизоване верзије мазоретског текста Танаха коју користи и прихвата нормативни рабински јудаизам и модерни Јевреји (коју је копирала, уређивала и дистрибуирала група познатих Јевреја као мазорети између 7. и 10. вијека). Књиге о Макабејцима биле су укључене међу Девтероканонске књиге додате Септуагинти, јеврејском научном преводу хебрејске Библије на грчки језик који је првобитно састављен средином 3. вијека прије нове ере. Римокатоличка и Православна Црква сматрају Макабејске књиге канонским дијелом Старог завјета.
Осмодневно поновно освећење храма описано је у Првој књизи о Макабејцима, гдје се не помиње чудо са уљем. У Другој књизи о Макабејцима помиње се прича која је старија по датуму од приче у Првој књизи, према којој је Немија поново запалио ватру на олтару због чуда које се догодило 25. кислева и који је наведен као разлог за избор истог датума за поновно посвећење олтара од стране Јуде Макавеја. Приче из Прве и Друге књиге о Макабејцима приказују празник као одложено посматрање осмодневног Празника сјеница (Сукот), а у Другој књизи о Макабејцима се такође помиње да је дужина празника „на начин празника сјеница“.

### Рани рабински извори
Мегила Танит (1. вијек) садржи списак празничних дана у којима је забрањен пост или слављење. У њему се прецизира да је 25. кислев Ханука од осам дана, од којих се један не слави, а затим упућује на причу о поновном посвећењу Храма.
Мишна (крај 2. вијека) помиње Хануку на неколико мјеста, али не описује детаљно њене законе и не помиње ниједан аспект историје иза ње. Нисим бен Јакоб је, да би објаснио недостатак систематске дискусије о Хануки у Мишни, истакао да су информације о празнику вјероватно биле толико уобичајене да није постојала потреба да се објашњавају у Мишни. Савремени научник Реувин Марголис је истакао да, пошто је Мишна редигована након Бар Кохбиног устанка, њени уредници нису били вољни да укључе експлицитну расправу о празнику којим се слави још једна релативно недавна побуна против страног владара, из страха да ће се супротставити Римљанима.
Чудо по којем је уља било довољно за један дан, а трајало је осам дана, описано је у Талмуду, гдје је писано око 600 година након догађаја описаних у књигама о Макабејцима. У Талмуду пише да су након што су снаге Антиоха  протјеране из Храма, Макабејци открили да је скоро сво ритуално маслиново уље било профанирано. Нашли су само један контејнер који је био запечаћен од стране Првосвјештеника, са довољно уља да се менора у Храму одржава освијетљеном један дан. Користили су то уље, које је горело осам дана, што је било вријеме које је требало да се пресује и припреми ново уље.
У Талмуду се налазе три опције за прославу, прва је да се пали само једно свијетло сваке ноћи по домаћинству, друга је да се упали једно свијетло сваке ноћи за сваког члана домаћинства, а трећа и најпожељнија опција је да се мијења број свијетала сваке ноћи, од једног прве до осам свијетала последње ноћи.
Осим у временима опасности, свијетла су се постављала испред нечијих врата, на супротној страни мезузе или на прозору најближем улици. Раши је, у биљешци за Шабат 21б, написао да је њихова сврха да објаве чудо. Благослови за свијетла Хануке се разматрају у трактату Сука.
Мегила Антиох, која је вјероватно састављена у 2. вијеку, завршава се ријечима:
| „ | Послије тога, синови Израиљеви су отишли у Храм и обновили његове капије и очистили Храм од мртвих тијела и од нечистоће. И тражили су чисто маслиново уље да њиме запале свјетиљке, али не нађоше ништа, осим једне здјеле која је била запечаћена печатним прстеном Првосвјештеника из дана пророка Самуила и знали су да је чиста. У њој је било да се запали за један дан, али Бог небески чије име тамо пребива ставио је у то свој благослов и они су могли да пале из ње осам дана. Због тога су Хасмонејеви синови склопили овај савез и узели на себе свечани завјет, они и синови Израиљеви, сви они, да ће објавити међу синовима Израиљевим, да би могли да испоштују ових осам дана радости и части, као дане празника записане у Закону; да освијетле у њима како би обзнанили онима који долазе послије њих да им је њихов Бог учинио спасење са неба. У њима није дозвољено туговати, нити одредити пост [у те дане], а ко има завјет да изврши, нека га изврши. | ” |

Молитва Ал Ханисим се чита на Хануку као додатак молитви Амида, која је формализована крајем 1. вијека.

### Прича о Јосифу
Јеврејски историчар Јосиф Флавије је у својој књизи Јеврејске старине написао како је Јуда Макавеј након побједе у устанку наредио раскошне годишње осмодневне свечаности након што је поново посветио Јерусалимски храм који је оскрнавио Антиох IV Епифан. Јосиф Флавије није написао да се фестивал звао Ханука, већ „Фестивал свјетлости“, написавши:
| „ | Сада је Јуда славио празник обнове храмских жртава осам дана, и није изоставио ниједну врсту задовољства; али их је хранио веома богатим и сјајним жртвама; и поштовао Бога, и увесељавао их пјесмама и псалмима. Не, они су се толико обрадовали оживљавању својих обичаја, када су, послије дуже паузе, неочекивано повратили слободу свог богослужења, да су за своје потомство поставили закон, да треба да одржавају празник, због обнављања њиховог храмског богослужења, осам дана. И од тада до данас ми славимо овај празник, и зовемо га Свјетлост. Претпостављам да је разлог био у томе што нам се указала та слобода изнад наших нада; и одатле је тај празник добио име. Јуда је такође обновио зидине око града, и подигао куле велике висине против упада непријатеља, и поставио страже у њима. Такође је утврдио град Бетсуру, да би служио као тврђава против сваке невоље која би могла доћи од наших непријатеља. | ” |

### Други древни извори
У Новом завјету, у Јеванђељу по Јовану 10:22–23 написано је: „Онда је дошао Празник посвећења у Јерусалиму. Била је зима, а Исус је био у храмским дворима ходајући Соломоновом колонадом.“ Употријебљена грчка именица појављује се у средњем роду множине као „обнове“ или „посвећења“, а исти коријен се појављује у књизи 2. Езра у Септуагинти да се посебно односи на Хануку. Та грчка ријеч је изабрана зато што је хебрејска ријеч за „освештање“ или „посвећење“ Ханука. Арамејски Нови завјет користи арамејску ријеч „хавдата“, која дословно значи „обнављање“ или „направити ново“.

## Историја

### Позадина
Након смрти Александра Великог 323. године прије нове ере, Јудеја је постала дио Птолемејског краљевства Египта до 200. године прије нове ере, када је сиријски краљ Антиох  Велики побиједио египатског краља Птоломеја V Епифана у Бици код Панијума и Јудеја је постала дио Селеукидског царства. Краљ Антиох III Велики, желећи да умири своје нове јеврејске поданике, гарантовао им је право да „живе по обичајима својих предака“ и да наставе да практикују своју вјеру у Јерусалимском храму. Селеукиди су, као и Птолемеји прије њих, имали сизеренску власт над Јудејем, поштовали су јеврејску културу и штитили јеврејске институције, што је драстично преокренуо Антиох IV Епифан, син Антиоха III, а за разлог се сматра да је био спор око вођства храма у Јерусалиму и службе Првосвјештеника или могуће побуне чија је природа остала непозната након што је угашена. Тобијади, који су водили хеленизирајућу јеврејску фракцију у Јерусалиму, протјерани су у Сирију око 170. године прије нове ере када су им врховни свјештеник Онија и његова проегипатска фракција отели контролу. Прогнани Тобијади су код Антиоха IV Епифана тражили да поново заузме Јерусалим и он је напао Јудеју 175. године прије нове ере. Јосиф Флавије је написао:
„Пошто је краљ унапријед био расположен, испоштовао их је и кренуо на Јевреје са великом војском, и силом заузео њихов град, и побио велико мноштво оних који су били наклоњени Птоломеју, и послао своје војнике да их опљачкају без милости. Такође је покварио храм и зауставио сталну праксу приношења дневне жртве искупљења током три године и шест мјесеци.“— Јеврејски рат

### Традиционални поглед
Када је Други храм у Јерусалиму опљачкан и службе заустављене, јудаизам је стављен ван закона. Године 167. п. н. е., Антиох је наредио да се у Храму подигне олтар Зевсу, забранио је брит милах (обрезивање) и наредио да се свиње жртвују на олтару храма. Хана и њених седам синова су заједно са њиховим учитељем ухапшени, а затим мучени и убијени једно по једно јер нису хтјели да се поклоне Зевсовом идолу.
Поступак краља Антиоха је изазвао велику побуну. Јеврејски свјештеник Мататија (Матијаху) и његових пет синова Јоханан, Симон, Елеазар, Јонатан и Јуда предводили су побуну против Антиоха, а они су имали централну улогу у устанку. Мататија је убио прво Јеврејина који је желио да се повинује Антиоховом наређењу да принесе жртву Зевсу, а затим грчког званичника који је одређен да спроводи нови закон. Јуда је постао познат као Јехуда Хамакаби („Јуда Макавеј“ или „Јуда чекић“), а 166. године прије нове ере, Мататија је умро и његово мјесто као вођа је преузео Јуда. Он је касније почео да се сматра једним од највећих ратника у јеврејској историји, поред Исуса Навина, Гидеона и Давида. До 164. године прије нове ере, Јеврејска побуна против Селеукидског царства је била успјешна, Храм је ослобођен и поново освећен, а празник Хануке је установљен да се прослави тај догађај. Јуда је наредио да се Храм очисти, да се сагради нови олтар умјесто оскврњеног и да се направе нове свете посуде. У Талмуду је написано: „Јер када су Грци ушли у Светиште, оскврнили су сва уља у њему, а када је династија Хасмонеја преовладала и побиједила их, претражили су и нашли само једну посуду са уљем која је лежала са печатом кохен гадола (првосвјештеника), али који је садржавао довољно [уља] само за једнодневно освјетљење; ипак је у њему учињено чудо, и они су упалили [кандило] њиме осам дана. Следеће године ови [дани] су именовани за Фестивал са [рециталом] Халела и захвалношћу.”
Мојсије Мајмонид је у свом дјелу Мишне Тора написао: „Када су двадесет петог кислева Јевреји изашли као побједници над својим непријатељима и уништили их, поново су ушли у Храм гдје су нашли само једну теглу чистог уља, довољну да се пали само један дан; ипак су га користили за паљење потребних лампи осам дана, док нису успјели да пресују маслине и произведу чисто уље. Због тога су мудраци тог нараштаја одредили да се осам дана, који почињу од двадесет петог Кислева, поштују као дани радости и слављења Господа. Увече се пале лампе над вратима домова, сваке од осам ноћи, како би се приказало чудо. Ови дани се зову Ханука, када је забрањено јадиковати или постити, баш као што је то у данима Пурима. Паљење лампи током осам дана Хануке је вјерска обавеза коју су наметнули мудраци.“ У сукобу се помиње и Јудита, која је одсјекла главу заповједнику сиријске војске Холофернесу.

### Академски извори
Неки савремени научници, према извјештају из Друге књиге о Макабејцима, истичу да је краљ интервенисао у унутрашњем грађанском рату између Јевреја Макабејаца и хеленизованих Јевреја у Јерусалиму. Они су се надметали око тога ко ће бити Првосвјештеник, са традиционалистима са хебрејским/арамејским именима попут Оније који су се надметали са хеленизирајућим Првосвјештеницима са грчким именима као што су Јасон и Менелај. Јасонове хеленистичке реформе су се показале као одлучујући фактор који је довео до коначног сукоба унутар јудаизма. Други аутори сматрају да су разлози за избијање Грађанског рата поред вјерских били и социоекономски.
Сукоб је почео као грађански рат, а ескалирао је када је хеленистичко краљевство Сирије стало на страну хеленизирајућих Јевреја у њиховом сукобу са традиционалистима, а краљ Антиох је забранио вјерске праксе око којих су се окупљали традиционалисти. Научници истичу да је због њиховог сукоба краљ, потпуно одступајући од селеукидске праксе у свим другим мјестима и временима, забранио традиционалну религију.
Чудо са уљем се сматра легендом и његова аутентичност је доведена у питање још од средњег вијека. Јосеф Каро је у 16. вијеку у својој књизи Шулхан Арух написао да не зна зашто се празник слави осам дана када је чудо трајало седам дана, јер је већ било довољно уља за један дан. Он је због тога вјеровао да је то историјски догађај, а његов поглед је усвојила већина припадника ортодоксног јудаизма, док се његово дјело сматра главним кодексом јеврејског закона.

### Временска линија
- 198. п. н. е.: Војске селеукидског краља Антиоха III Великог потиснуле су Птоломеја  из Јудеје и Самарије.[54]
- 175. п. н. е.: Антиох  Епифан ступа на пријесто Селеукидског царства.[84]
- 168. п. н. е.: Под владавином Антиоха IV, Други храм је опљачкан, Јевреји су масакрирани, а јудаизам је забрањен.[85]
- 167. п. н. е.: Антиох IV је наредио да се у Храму подигне олтар Зевсу. Мататија и његових пет синова су покренули побуну против Антиоха. Јуда је постао познат као Јуда Макавеј („Јуда чекић“).[86]
- 166. п. н. е.: Мататија је умро, а Јуда је преузео његово мјесто као вођа.[87] Основано је Хасмонејско јеврејско краљевство, које је трајало до 63. године прије нове ере.[88]
- 164. п. н. е.: Јевреји су побиједили у побуни против Селеукидског царства, ослободили су храм и поново га посветили (Ханука).[89]
- 142. п. н. е.: Поново је успостављена Друга јеврејска заједница. Селеукиди су признали јеврејску аутономију, али су Селеукидски краљеви имали формалну власт, што су Хасмонејци признали. Започео је период раста становништва и вјерског, културног и друштвеног развоја. То укључује освајање области које сада покривају Трансјордан, Самарију, Галилеју и Идумеју (такође познату као Едом), а затим и присилно превођење Идумејаца у јеврејску религију, укључујући обрезање.[90]
- 139. п. н. е.: Римски сенат је признао јеврејску аутономију.[91]
- 134. п. н. е.: Антиох VII Сидет је започео опсаду Јерусалим. Јевреји под првосвјештеником Јованом Хирканом су постали селеукидски вазали, али су задржали вјерску аутономију.[92]
- 129. п. н. е.: Антиох VII је умро,[93] а Хасмонејско јеврејско краљевство је потпуно одбацило селекуидску власт.[94]
- 96. п. н. е.: Почео је осмогодишњи грађански рат између садукејског краља Александра Јанеја и фарисеја.[95]
- 85–82. п. н. е.: Консолидација Краљевства на територији источно од ријеке Јордан.[95]
- 63. п. н. е.: У Хасмонејском јеврејском краљевству је избило ривалство између браће Аристобула II и Хиркана II, а обојица су тражили од Римске републике да интервенише и ријеши борбу за власт у њихово име. Римски генерал Гнеј Помпеј Велики је послат у то подручје са војском, приликом чега је убијено 12.000 Јевреја, свјештеници храма су убијени на олтару, а Рим је припојио Јудеју.[96]

## Ритуали
Ханука се слави низом ритуала који се изводе сваког дана током осмодневног празника, од којег су неки породични, а неки заједнички. Свакодневном молитвеном служењу постоје посебни додаци, а благослову се додаје и одјељак после јела.
Она није празник сличан Шабату и нема обавеза да се уздржава од активности које су забрањене суботом, као што је наведено у Шулхан Аруху. Присталице иду на посао као и обично, али могу да оду раније како би били код куће и запалили свијетла увече. Не постоји вјерски разлог да се школе затварају, иако се у Израелу школе затварају од другог дана током цијеле недеље Хануке. Многе породице сваке ноћи размјењују поклоне, као што су књиге или игре, а дјеци се често поклања „Ханука гелт“. Пржена храна, као што су латкес (палачинке од кромпира), желе крофне (суфганииот) и сефардски бимуелос, који се једу у знак сјећања на важност уља током прославе Хануке. Неки такође имају обичај да једу млијечне производе како би се сјетили Јудите и тога како је побиједила Олоферна тако што га је нахранила сиром, који га је ожеднио, и дајући му да пије вино. Када се Олоферн јако напио, Јудита му је одсјекла главу.

### Паљење свијетала Хануке
Сваке ноћи током осмодневног празника пали се свијећа или свијетло на бази уља. Као универзално практиковано „уљепшавање“ (хидур мицва) мицве, број упаљених свијетала се сваке ноћи повећава за једно. Додатно свијетло којим се пале остала, а које се зове шамаш, што значи „послужитељ“ или „секстон“, такође се пали сваке ноћи и добија посебну локацију, обично више, ниже или са стране других свијетала.
Сврха шамаша је да се придржава забране, наведене у Талмуду, да се свијетла Хануке не користе за било шта осим објављивања и медитације о чуду Хануке. То се разликује од свијећа за Шабат које су намијењене да се користе за освјетљење, па ако би некоме требало додатно освјетљење на Хануку, шамаш свијећа би била доступна, а човјек би избјегавао коришћење забрањених свијетла. Међу Ашкеназима се најчешће прво пале шамаш свијеће, а затим се њоме пале друге. Укључујући шамаш, прве ноћи се пале двије свјетиљке, друге три и тако редом до последње ноћи кад се пали укупно девет, рачунајући шамаш, а укупно се током осам ноћи пале 44 свијеће (36, без шамаша). Сефардски обичај је да се шамаш не пали први и да се њиме запали остатак, већ је шамаш свијећа последња која се пали, а друга свијећа или шибица се користи за паљење свих свијећа. Неки хасидски Јевреји такође практикују сефардски обичај.
Свијетла могу да буду свијеће или уљане лампе. Електрична свијетла се понекад користе и прихватљива су на мјестима гдје отворени пламен није дозвољен, као што је болничка соба, или за веома старе и немоћне особе. Они који дозвољавају рецитовање благослова преко електричних лампи то дозвољавају само ако је са жарном нити и ради на батерије (за ту сврху је прихватљива лампа са жарном нити), док благослов не може да се рецитује преко меноре или лампе са утичницом. Већина јеврејских домова има посебан канделабар који се назива или Ханука менора (традиционални назив, менора је хебрејски за „лампа“) или Ханукија (модерни израелски израз). Неке породице користе менору од уљане лампе (традиционално пуњене маслиновим уљем) за Хануку, која као и верзија са свијећама има осам фитиља за паљење плус додатно шамаш свијетло.
У Сједињеним Америчким Државама, Ханука је постала популарнији фестивал у јавној сфери од 1970-их када је рабин Менахем Мнедл Шнерсон позвао на подизање свијести јавности и поштовање фестивала и подстицао паљење јавних менора.
Разлог за свијетла Хануке није „освјетљење куће изнутра“, већ „освјетљење куће споља“, како би пролазници то видјели и подсјетили се на чудо празника када је пронађено чисто уље које је садржало довољно уља да гори једну ноћ а горело је осам ноћи. Свјетиљке се постављају на истакнутом прозору или близу врата која воде на улицу. Уобичајено је међу неким Јеврејима Ашкеназима да имају засебну менору за сваког члана породице, док већина Јевреја Сефарда пали једну за цијело домаћинство. Када је постојала опасност од антисемитског прогона, свјетиљке су требале да буду скривене од погледа јавности, као што је био случај у Персији под влашћу Зороастријанаца, као и у дјеловима Европе прије и током Другог свјетског рата. Већина хасидских група пали лампе у близини унутрашњих врата, али није неопходно да их пале у јавности. Према тој традицији, кандила се постављају на супротној страни од мезузе, па су људи који пролазе кроз врата окружени светошћу мицвота (заповијести).
Жене су у јеврејском закону изузете од временских прописаних позитивних заповијести, иако Талмуд захтијева да жене учествују у мицви паљења свијећа Хануке јер су и оне биле умијешане у чудо.
Неки Јевреји у Сјеверној Америци и Израелу су преузели бригу о животној средини у вези са паљењем меноре, наглашавајући размишљање о очувању енергије и енергетској независности, а неке од организација су Коалиција за животну средину и кампања обновљиве енергије Јеврејски живот.

### Вријеме паљења свијећа
Ханука свијетла обично треба да гори најмање пола сата након што падне мрак. Многи пале свијетла на заласку сунца, док их већина хасида и многе друге заједнице пале када падне ноћ. Многи хасидски Ребе пале много касније да би испунили обавезу објављивања чуда присуством својих хасида када запале свијетла.
Јефтине мале воштане свијеће које се продају за Хануку горе отприлике пола сата, па се углавном не практикује да се пале прије ноћи. У петак увече морају да се запале прије заласка сунца због Шабата, али остају упаљене кроз паљење свијећа за Шабат. На крају Шабата, неки пале Ханука свијетла прије Хавдале, а неки раде Хавдалу прије паљења Ханука свијетла.
Ако се из било ког разлога свијетло није палило при заласку сунца или у сумраку, пали се касније, све док има људи на улицама. Свијетла могу да се пале касније, али се благослови читају само ако је још неко будан у кући и присутан при паљењу хануке.
Сиромашни људи који живи од доброчинства морају или да продају своје ствари или да скупе новац да би запалили свијеће, али би требало да сакупљају новца само за једну свијећу за ноћ. Ако сиромашни људи имају довољно новца да купе онолико свијећа колико има ноћи, треба да упале само једно јер се сматра да ће морати да моле за још новца касније ако упале више од једног, али могу да упали више ако сматрају да могу то да приуште.

### Благослов над свијећама
Обично се два благослова рецитују током осмодневног фестивала када се пале свијеће, али се само прве ноћи додаје шехечејану благослов, што чини укупно три благослова.
Први благослов се изговара прије паљења свијећа, приликом чега већина изговара и друге благослове, док их неки изговарају послије паљења свијећа. Прве ноћи Хануке једно свијетло се пали са десне стране меноре, друге ноћи се поред њега пали друго свијетло лијево од првог и сваки дан се пали још по једно, почев од стављајући свијеће с лијева на десно.

#### Благослов за паљење свијећа
| Хебрејски | Српски |
| --------- | --- |
| хебр.     | Благословен си, Господе Боже наш, Цару васељене, који си нас осветио заповијестима Својим и заповиједио нам да запалимо Хануку. |

#### Благослов за чуда Хануке
| Хебрејски | Српски |
| --------- | --- |
| хебр.     | Благословен си, Господе Боже наш, Цару васељене, Који си чинио чудеса за наше претке у оне дане у ово вријеме. |

#### Ханерот халалу
Након паљења свијетала, рецитује се химна Ханерот халалу, а постоји неколико различитих верзија.
| Хебрејски | Српски |
| --- | --- |
| הַנֵּרוֹת הַלָּלוּ שֶׁאָנוּ מַדְלִיקִין, עַל הַנִּסִּים וְעַל הַנִּפְלָאוֹת וְעַל הַתְּשׁוּעוֹת וְעַל הַמִּלְחָמוֹת, שֶׁעָשִׂיתָ לַאֲבוֹתֵינוּ בַּיָּמִים הָהֵם בַּזְּמַן הַזֶּה, עַל יְדֵי כֹּהֲנֶיךָ הַקְּדוֹשִׁים. וְכָל שְׁמוֹנַת יְמֵי הַחֲנֻכָּה הַנֵּרוֹת הַלָּלוּ קֹדֶשׁ הֵם וְאֵין לָנוּ רְשׁוּת לְהִשְׁתַּמֵּשׁ בָּהֶם, אֶלָּא לִרְאוֹתָם בִּלְבָד, כְּדֵי לְהוֹדוֹת וּלְהַלֵּל לְשִׁמְךָ הַגָּדוֹל עַל נִסֶּיךָ וְעַל נִפְלְאוֹתֶיךָ וְעַל יְשׁוּעָתֶךָ. | Палимо ова свијетла за чуда и чудеса, за искупљење и битке које си учинио за наше претке, тих дана у ово вријеме, преко твојих светих свјештеника. Током свих осам дана Хануке ова свијетла су света, и није нам дозвољено да их обично користимо осим да их гледамо како бисмо изразили захвалност и хвалу Твом великом Имену за Твоја чуда, Твоја чудеса и Твоја спасења. |

### 
У традицији Ашкеназа, сваке ноћи након паљења свијећа, пјева се химна Ma'oz Tzur. Она садржи шест строфа, прва и последња се баве општим темама божанског спасења, а четири средње се баве догађајима прогона у јеврејској историји, славећи Бога за опстанак упркос овим трагедијама, као што су излазак из Египта, вавилонско ропство, чудо празника Пурима, побједа Хасмонеја и изражавајући чежњу за данима када ће Јудеја коначно тријумфовати над Римом.
Пјесму је у тринаестом вијеку компоновао пјесник познат само по акростиху који се налази у првим словима оригиналних пет строфа пјесме: Мордехај. Сматра се да је мелодија вјероватно изведена из њемачке протестантске црквене химне или популарне народне пјесме.

### Остали обичаји
Након паљења свијећа и пјевања пјесме Ma'oz Tzur, у многим јеврејским домовима је уобичајено пјевање других пјесама Хануке. Неки хасидски и сефардски Јевреји рецитују псалме, као што су Псалам 30, Псалам 67 и Псалам 91. У Сјеверној Америци и Израелу је уобичајено да се у то вријеме размјењују поклони или дају дјеци, а многе породице подстичу своју дјецу да дају цедаку (милосрђе) умјесто поклона за себе.

### Посебни додаци свакодневним молитвама
Молитви „Хода’ах“ (захвалност Господу), 18. молитви у оквиру молитви Амида које се изговарају три пута дневно, додаје се молитва Ал Ханисим („О чудима“). Тај додатак се односи на побједу коју су Хасмонејац Мататија и његови синови остварили над Сиријцима.
Иста молитва се додаје благодати послије јела, а поред тога, за вријеме сваке јутарње службе пјевају се похвални Псалми који се називају Халел, док се покајничке молитве Тахануна изостављају.
| „                    | Благодаримо Ти и за чудесна дјела и за искупљење и за силна дјела и спасоносна дјела која си учинио, као и за ратове које си водио за наше претке у давна времена у ово доба. У дане Хасмонеја Мататије, сина првосвјештеника Јоханана, и његових синова, када је безаконо грчко-сиријско краљевство устало против твог народа Израиља, да га натјера да забораве Твоју Тору и да их одврати од уредби Твоје воље, тада си Ти у свом изобиљу милости устао за њих у вријеме невоље њихове, заложио се за њихову ствар, извршио суд, осветио оно што им је урађено, и предао јаке у руке слабих, многе у руке малобројних, нечисте у руке чистих, зле у руке праведних, а дрске у руке оних који су заузети Твојим Тора. И Себи си учинио велико и свето име у свом свијету, и свом народу си постигао велико избављење и искупљење. Тада су твоја дјеца ушла у светињу куће Твоје, очистила храм Твој, очистила светињу Твоју, запалила свијетла у твојим светим дворима и одредила ових осам дана Хануке да би узносили захвалност и хвалу светом имену Твоме. | ” |
| — Молитва Ал Ханисим | |   |

Тора се чита сваког дана на јутарњим службама шахарита у синагоги, првог дана почевши од Бројева 6:22 (према неким обичајима, Бројеви 7:1), а последњег дана Бројевима који се завршавају 8:4. Пошто Ханука траје осам дана, укључује најмање један, а понекад и два јеврејска Шабата (субота). Недељни дио Торе за прву суботу скоро увијек је Микец, који говори о Јосифовом сну и његовом ропству у Египту. Читање Хафтаре за прву суботњу Хануку је Захарија 2:14 – Захарија 4:7, а када је друга субота на Хануку, Хафтара се чита из 1. књиге Краљевима 7:40–50.
Ханука менора се такође пали свакодневно у синагоги, ноћу са благословом и ујутру без благослова.
Менора се не пали током Шабата, већ прије почетка Шабата и никада током дана. Током средњег вијека „Мегила Антиох” се читао у италијанским синагогама на Хануку, исто као што се Књига о Јестири чита на Пурим, а то је остао дио литургије јеменских Јевреја.

### Зот Ханука
Последњи дан Хануке неки зову Зот Ханука, а неки Чанука Хамизбеч, из стиха Бројеви 7:84 који је прочитан током тог дана у синагоги, а који гласи: Zot Hanukkat Hamizbe'ach („Ово је била посвета олтара“). Према учењу кабале и хасидизма, тај дан је последњи „печат“ празника Јом Кипура и сматра се временом за покајање из љубави према Богу. У том духу, многи хасидски Јевреји честитају једни другима ријечима „да будете потпуно запечаћени заувијек“, што је традиционални поздрав за сезону Јом Кипура. У хасидској и кабалистичкој литератури се учи да је тај дан посебно повољан за испуњење молитви.

### Други сродни закони и обичаји
Обичај је да жене не раде бар првих пола сата када се упале свијеће, а неке имају обичај да не раде сво вријеме док горе. Такође је забрањено постити или славити током Хануке.

### Ханука као крај великих светих дана
Неки хасидски учењаци уче да је Ханука у ствари коначни закључак Божје пресуде којом се продужавају Велики свети дани Рош Хашане када се суди човјечанству и Јом Кипура када је пресуда запечаћена:
Хасидски учењаци цитирају из кабалистичких извора да се Божја милост протеже још даље, дајући дјеци Израиља до последњег дана Хануке (познатог као „Зот Ханука“ на основу ријечи које се појављују у читању Торе тог дана), да се врате Њему и приме повољан суд. Они сматрају да постоји неколико наговјештаја о томе у различитим стиховима, од којих је једно књига пророка Исаије 27:9: „Преко овога (зот) биће опроштен грех Јаковљев“.

## Обичаји

### Музика
Неке од пјесама за Хануку су Ma'oz Tzur, Latke'le Latke'le, Hanukkiah Li Yesh, Ocho Kandelikas, Kad Katan, S'vivon Sov Sov Sov, Haneirot Halolu, Mi Yimalel и Ner Li, Ner Li.
Међу најпознатијим пјесмама су Dreidel, Dreidel, Dreidel и .
У Хасидској династији Надворна обичај је да после паљења меноре ребе свирају виолину.
Химна Хануке Пенине Мојзе објављена у оквиру књиге Химне написане за употребу хебрејских конгрегација из 1842. била је кључна за почетак американизације Хануке.
Еран Барон Коен је 2008. снимио албум пјесама за Хануку под називом Songs in the Key of Hanukkah, на којем пјевају још Јасмин Леви и Идан Рајхел. Адам Сандлер је 3. децембра 1994. снимио комичну пјесму за Хануку под називом The Chanukah Song, изражавајући своју збуњеност због чега је било тако мало пјесама о том фестивалу, а касније је снимио још неколико верзија исте пјесме. Године 2002. написао је анимирани филм под називом Осам лудих ноћи, у којем је позајмљивао гласове ликовима, а гдје је такође представљена трећа верзија његове пјесме. У тој верзији учествовао је дјечји хор, који је пјевао пратеће вокале, а које је Сандлер назвао „Дреј-Дрејс“ по играчки дрејдел, док је прије снимања обилазио синагоге у Лос Анђелесу како би слушао дјецу која пјевају у хору и примао их на аудицију. Године 2015. снимио је четврту верзију пјесме, у којој на комичан начин помиње неке од познатих Јевреја, као што су Џозеф Гордон Левит, Шаја Лабаф и Скарлет Џохансон.

### Храна
Постоји обичај да се једе храна пржена или печена у уљу (по могућности маслиновом) у знак сјећања на чудо када је мала чутурица уља држала Менору Другог храма упаљеном осам дана. Традиционална храна укључује кромпир палачинке познате као латкес, посебно међу породицама Ашкеназа. Сефардске, пољске и израелске породице, једу најчешће неколико врста крофни, понтскес пуњене са џемом, бимуелос које се праве са пшеничним брашном са квасцем и преливене су глазуром од меда, као и суфганијот са желеом које се прже у дубоком уљу. Италким и мађарски Јевреји традиционално једу палачинке са сиром познате као „касола“ или „латкес са сиром“.
Латкес нису популарни у Израелу, гдје су углавном замијењени суфганијотом због локалних економских фактора, погодности и утицаја синдиката јеврејских радника у Мандатној Палестини, који су били забринути да Ханука пружа мало комерцијалних могућности, јер није имала превише традиционалне хране, а латкес су домаћи и били су бескорисни за посао. Пекаре у Израелу су популарисале многе нове врсте пуњења за суфганијот поред традиционалног желеа од јагода, укључујући чоколадни крем, крем од ваниле, карамел, капучино и друге. У 21. вијеку постао је популаран смањени, „мини“ суфганијот који садржи половину калорија од обичне верзије од 400 до 600 калорија.
У рабинској литератури такође је забиљежена традиција једења сира и других млијечних производа током празника. Обичај обиљежава успомену на јунаштво Јудите током вавилонског ропства Јевреја и подсјећа да су жене такође играле важну улогу у догађајима Хануке. У девтероканонској Књизи о Јудити, која није дио Танаха, забиљежено је да је Олоферн, асирски генерал, опколио село Бетулију у оквиру свог циља за освајање Јудеје. Послије великих борби, Јеврејима је прекинуто снабдијевање водом, након чега је Јудита, побожна удовица, рекла градским челницима да има план да спаси град. Она је отишла у асирске логоре и претварала се да се предала, а тамо је упознала Олоферна, који је био одушевљен њеном љепотом. Вратила се са њим у његов шатор, гдје му је давала сира и вина, а када је заспао, одрубила му је главу и побјегла из логора, понијевши са собом одсјечену главу. Када су Олофернови војници пронашли његово тијело, обузео их је страх, а Јевреји су се охрабрили и кренули у контранапад, након чега је град спашен, а Асирци поражени.
Печена гуска је историјски била традиционална храна за Хануку међу источноевропским и америчким Јеврејима, иако је тај обичај опао током првих деценија 21. вијека.
Индијски Јевреји традиционално конзумирају гулаб џамун, пржене лоптице од тијеста натопљене слатким сирупом, слично теиглаху или бимуелосу. Италијански Јевреји једу пржену пилетину која се назива касола (латке са сиром од рикоте, слична колачу од сира) и фрителе де рисо (пржену слатку палачинку од пиринча). Румунски Јевреји једу пасту латкес као традиционално јело за Хануку, а сиријски Јевреји конзумирају Кибет јаткен, јело направљено од бундеве и булгур пшенице слично латкесима, као и сопствену верзију кефтес де праса зачињену алева паприком и циметом.

### Дрејдел
Након паљења свијећа, уобичајено је да се игра или врти дрејдел, четворострани врх од дрвета, пластике или пословичне глине са којим се дјеца играју током Хануке. На свакој страни је утиснуто хебрејско слово које је скраћеница за хебрејске ријечи „Nes Gadol Haya Sham“, односно „Велико чудо се догодило тамо“, што се односи на чудо уља које се догодило у Земљи Израелу. Четврта страна неких дрејдела који се продају у Израелу исписана је словом פ (Pe), што представља акроним за „Nes Gadol Haya Po“, односно „Велико чудо се догодило овдје“, позивајући се на чињеницу да се чудо догодило у земљи Израел. Продавнице у насељима припадника Хареди јудаизма такође продају традиционалне шин дрејделе, јер се „тамо“ односи на Храм, а не на цијелу земљу Израел, као и због тога што хасидски мајстори придају значај традиционалним словима.
О почетку играња дрејделом за празник, један рабин из 19. вијека тврдио је да су се Јевреји играли са њим како би преварили Грке ако их ухвате како проучавају Тору, која је била забрањена, док су други истакли да је његова употреба заснована на чињеници да свако хебрејско слово има нумерички еквивалент и игре ријечи за слова nun, gimmel, hey, shin, које је у гематрији једнако 358, што је такође нумерички еквивалент ријечи машиах или месија.

### Ханука гелт
Ханука гелт (јидиш за „ханука новац“), често се дијели дјеци током Хануке, како би научили да дају нешто од тога у добротворне сврхе. Износ је обично у малим новчићима, иако се понекад дају и веће суме. Традиција давања ханука гелта датира од дугогодишњег источноевропског обичаја да дјеца својим учитељима поклањају малу суму новца у то доба године у знак захвалности. Један минхаг фаворизује пету ноћ за давање ханука гелта, јер за разлику од других ноћи Хануке, пета никада не пада на Шабат, па зато никада није у супротности са халахијском забраном против руковања новцем током Шабата. У Хабаду је обичај да се гелт даје свако вече, али да се дијели већа сума четврте или пете ноћи.

### Ханука у Бијелој кући
Најранија веза Хануке са Бијелом кућом десила се 1951. године када је израелски премијер Давид Бен Гурион поклонио предсједнику Сједињених Америчких Држава Харију Труману менору за Хануку. Године 1979. предсједник Џими Картер учествовао је у првој јавној церемонији паљења свијећа Хануке у оквиру Националне меноре одржаној преко травњака Бијеле куће, док је Роналд Реган добио менору у Овалној соби како би обиљежио паљење меноре на елипси. Године 1989. предсједник Џорџ Х. В. Буш изложио је менору у Бијелој кући, а 1993. предсједник Бил Клинтон је позвао групу школараца у Овалну собу на малу церемонију.
Поштанска служба Сједињених Америчких Држава објавила је неколико поштанских марки са темом Хануке, од којих је прву марку од 32 цента објавила 1996. као заједничко издање са Израелом. Године 2004. након осам година поновног издавања дизајна меноре, Поштанска служба је издала дрејдел дизајн за марку Хануке, који је коришћен до 2008. године, након чега је 2009. издата марка Хануке са дизајном фотографије меноре са девет упаљених свијећа. Године 2008. предсједник Џорџ В. Буш је одржао званични пријем Хануке у Бијелој кући, гдје је повезао ту прилику са поклоном из 1951. користећи ту менору за церемонију, при чему су унук Бен Гуриона и унук Трумана палили свијеће.
У децембру 2014. године у Бијелој кући су одржане двије прославе Хануке. Наручена је менора коју су направили ученици школе Макс Рејн у Израелу и позвали су двојицу њених ученика да се придруже предсједнику Бараку Обами и првој дами Мишел Обами док су дочекали преко 500 гостију на прослави. Ученичка школа у Израелу била је запаљена од стране екстремиста крајем новембра. Обама је изјавио да ти ученици уче све важну лекцију за то вријеме у историји, истичући да свјетлост наде мора да надживи ватру мржње, да један чин вјере може да направи чудо, да је љубав јача од мржње, као и да мир може да побиједи сукоб. Рабин Ангела Варник Бухдал, у водећим молитвама на церемонији је прокоментарисала колико је посебна сцена била, питајући предсједника да ли вјерује да су амерички очеви оснивачи могли замислити да ће жена азијско-амерички рабин једног дана бити у Бијелој кући и предводити јеврејске молитве испред Афроамериканца предсједника.

## Датуми
Датуми Хануке одређени су хебрејским календаром, празник почиње 25. дана кислева и завршава се 2. или 3. дана тевета, јер кислев може да има 29 или 30 дана. Јеврејски дан почиње заласком сунца.
Датуми:
- 2000. 22—29. децембар
- 2001. 10—18. децембар
- 2002. 30. новембар — 7. децембар
- 2003. 20—28. децембар
- 2004. 8—16. децембар
- 2005. 26. децембар — 2. јануар
- 2006. 16—23. децембар
- 2007. 5—12. децембар
- 2008. 22—29. децембар
- 2009. 12—19. децембар
- 2010. 2—9. децембар
- 2011. 21—28. децембар
- 2012. 9—15. децембар
- 2013. 28. новембар — 5. децембар
- 2014. 17—24. децембар
- 2015. 7—15. децембар
- 2016. 25. децембар — 1. јануар
- 2017. 13—20. децембар
- 2018. 3—10. децембар
- 2019. 23—30. децембар
- 2020. 11—18. децембар
- 2021. 29. новембар — 6. децембар
- 2022. 19—26. децембар
- 2023. 8—16. децембар
- 2024. 26. децембар — 2. јануар
- 2025. 15—22. децембар
- 2026. 5—12. децембар
- 2027. 25. децембар — 1. јануар
- 2028. 13—20. децембар
- 2029. 2—9. децембар
- 2030. 21—28. децембар
- 2031. 10—18. децембар
- 2032. 28. новембар — 5. децембар
- 2033. 17—24. децембар
- 2034. 7—15. децембар
- 2035. 26. децембар — 2. јануар
- 2036. 14—21. децембар
- 2037. 3—10. децембар
- 2038. 22—29. децембар
- 2039. 12—19. децембар
- 2040. 30. новембар — 7. децембар
- 2041. 18—25. децембар
- 2042. 8—16. децембар
- 2043. 27. децембар — 3. јануар
- 2044. 15—22. децембар
- 2045. 4—11. децембар
- 2046. 24—31. децембар
- 2047. 13—20. децембар
- 2048. 30. новембар — 7. децембар
- 2049. 20—27. децембар
- 2050. 10—18. децембар

Године 2013. 28. новембра, амерички празник Дан захвалности пао је за вријеме Хануке трећи пут у историји од када је предсједник Абрахам Линколн прогласио Дан захвалности националним празником. Последњи пут је то било 1899. године, а због природе грегоријанског и јеврејског календара који су неусклађени један са другим, процијењено је да ће се празници поклопити поново тек за неколико десетина хиљада година. То ријетко поклапање је подстакло стварање неологизма Тенксгивука. Ханука се са Божићем од 1900. године поклапала 1910, 1921, 1959, 2005. и 2024. Због ријетког поклапања настао је неологизам Крисмука, који је прво настао у земљама њемачког говорног подручја код Јевреја средње класе у 19. вијеку, а популаризован је почетком децембра 2003. преко телевизијске серије Округ Оринџ.
Због чињенице да се јеврејском календару додаје додатни мјесец током јеврејске преступне године, 3031. године неће бити Хануке, а 3032. ће бити двије.

## Симболичка важност
Велики јеврејски празници су они када су забрањени сви облици рада, а који обухватају традиционална празнична јела, кидуш, паљење свијећа и друго. Тим критеријумима одговарају само библијски празници, а Ханука је установљена око два вијека након што је хебрејска Библија завршена. Иако је Ханука рабинског поријекла, традиционално се слави на велики и јаван начин. Захтјев за постављање меноре или Ханукије, на вратима или прозору, симболизује жељу да се чуду Хануке да велики значај.  Халел (скуп псалама који изражавају похвале који се рецитују на значајне јеврејске празнике) се рецитује свих осам дана Хануке, што означава значај Хануке у јеврејском календару, а иако се не сматра најзначајнијим празником, рецитовање Халела на Хануку наглашава њен значај у јеврејској традицији. Он се рецитује свих осам дана јер се сваки дан рачуна као посебно чудо. Током времена, многи Јевреји су ишли у школу и на посао током свих осам дана празника, док је у модерном добу постао најпопуларнији празник уз Пасху.
Неки јеврејски историчари сматрају да постоје други разлози за оклијевање рабина да пруже велики значај празнику, јер су Хасмонејске вође довеле Јудеју у руке Риму, истичући да можда због тога нису хтјели да похвале породицу, а такође су хтјели да промовишу осјећај зависности од Бога, подстичући Јевреје да траже заштиту од божанског. Историчари сматрају да су се рабини плашили да подстакну Јевреје на још један устанак који би могао да се заврши катастрофом, као што је то био Бар Кохбин устанак.

## Модерна историја

### Ционизам
Појава јеврејског национализма и ционистичког покрета крајем 19. и почетком 20. вијека имала је дубок утицај на прославу и реинтерпретацију јеврејских празника. Тај развој догађаја је резултирао повећаним нагласком на одређеним јеврејским прославама, међу којима су Ханука и Ту Бишват.
Ханука је добила обновљено значење као националистичког празника након успона јеврејског национализма, симболизујући борбу јеврејског народа против страног угњетавања и њихову жељу за поновним националним успостављањем, иако је борба Јевреја против страног угњетавања увијек била главна компонента Хануке, како је наведено у збирци молитви Ал Ханисим, која је дио јеврејске литургије од најмање 700. године. Ханука је служила као заједничко тло на којем су и вјерски и секуларни ционисти могли да се уједине око својих националистичких тежњи. Рабин Шмуел Мохилевер, рани религиозни циониста, предложио је да се Ханука прогласи званичним празником протоционистичке организације Ховевеј Цион у Русији 1881. Јавне прославе су постале истакнуте почетком 20. вијека, са парадама и јавним догађајима који су постали уобичајени. Школе у Мандатној Палестини су имале битну улогу у промовисању тих прослава.
Јосип Клаузнер је у књизи Хаума Харарија Сефер Ханука 1938. написао: „Ханука је древни празник, али скроман. Празник Хасмонејаца је нов, али је пун духовне узвишености и народне радости. Шта је била Ханука прије четрдесет година? Ал ханисим и Халел; кратко читање у синагоги; паљење ситних, витких воштаних свијећа или уљаних лампица; код куће левивот [латкес, палачинке од кромпира], карте за старију дјецу и севивоним [дрејдел] за најмање. Али шта је данас Ханука? Празник Хасмонејаца. Празник спасења. Велики народни празник, који се прославља у свим земљама дијаспоре уз игру и говоре, мелодију и пјесму, излете и параде, као да је древном празнику удахнута нова душа, у њему обновљен дух. Једно је јасно: да су се те мале, скромне свјећице гасиле у вријеме дијаспоре, да наши дједови и баке нису сачували традицију Хануке у синагоги и код куће, празник Хасмонејаца никада не би могао бити створен. Не би било шта да се мијења, ништа да се обнавља. Нова душа нашег времена не би нашла тијело у које би се обавила.“
Са појавом ционизма и државе Израел, поново су разматране теме милитаризма, а у модерном Израелу, национални и војни аспекти Хануке су постали доминантнији.

### Сјеверна Америка
У Сјеверној Америци, Ханука је у 21. вијеку заузела мјесто једнако Пасхи као симбол јеврејског идентитета. И израелска и сјеверноамеричка верзија Хануке наглашавају отпор, фокусирајући се на неку комбинацију националног ослобођења и вјерске слободе као одређујуће значење празника.
Дајан Ештон је у својој књизи приписала повећану видљивост и реинвенцију Хануке од стране неких припадника америчке јеврејске заједнице као начин да се прилагоде америчком животу, поново осмисливши фестивал у „језику индивидуализма и личне савјести који потиче од протестантизма и просветитељства“.

### Однос према Божићу
У Сјеверној Америци, Ханука је постала важнија за многе јеврејске појединце и породице током друге половине 20. вијека, укључујући велики број секуларних Јевреја, који су жељели да славе јеврејску алтернативу божићним прославама које се често преклапају са Хануком. Дајан Ештон је написала да су јеврејски имигранти у Америци подигли профил Хануке као алтернативу Божићу усредсређену на дјецу још током 1800-их, што дјелимично одражава успон Божића, који је, попут Хануке, добио на значају такође током 1800-их. Током тог временског периода, јеврејске вође, а посебно реформатори као што су Макс Лилијентал и Исак Мајер Вајз су се потрудили да ребрендирају Хануку и почели да организују прославу за дјецу у својим синагогама, што је укључивало слаткише и пјевање пјесама. До 1900-их, почео је да постаје комерцијални празник попут Божића, са поклонима и украсима за Хануку који су се појављивали у продавницама и јеврејским женским часописима који су штампали чланке о празничним декорацијама, дјечијим прославама и даривању поклона. Ештон је написала да су јеврејске породице то чиниле како би задржале јеврејски идентитет који се разликује од главне хришћанске културе, а пресликавање Хануке и Божића је учинило да јеврејске породице и дјеца осјећају да су Американци. Иако је било традиционално за Јевреје Ашкеназа да дају гелт или новац дјеци током Хануке, у многим породицама је та традиција допуњена давањем других поклона како би јеврејска дјеца могла да уживају у примању поклона као и њихови вршњаци који славе Божић. Сматра се да дјеца играју велику улогу у Хануки и да је вјероватније да ће је славити јеврејске породице са дјецом него јеврејске породице без дјеце, а социолози претпостављају да је то зато што јеврејски родитељи не желе да њихова дјеца буду отуђена од својих нејеврејских вршњака који славе Божић. Током прослава у 20. вијеку многе породице су почеле да ките Ханука грм, који се сматра јеврејским панданом божићног дрвета или јелке. Већина рабина углавном обесхрабрује коришћење Ханука грмова.

### Односи према Кванзи
У децембру 2022, градоначелник Њујорка Ерик Адамс, велечасни Ал Шарптон и Конрад Тилар, бизнисмен Роберт Ф. Смит, рабин Шмули Ботич и Елиша Визел придружили су се да заједно прославе Хануку и Кванзу и да се боре против расизма и антисемитизма у Карнеги Холу.